# Pterobryon pusillum
Pterobryon pusillum là một loài rêu trong họ Pterobryaceae. Loài này được Ångström mô tả khoa học đầu tiên năm 1876.